# 津守國榮

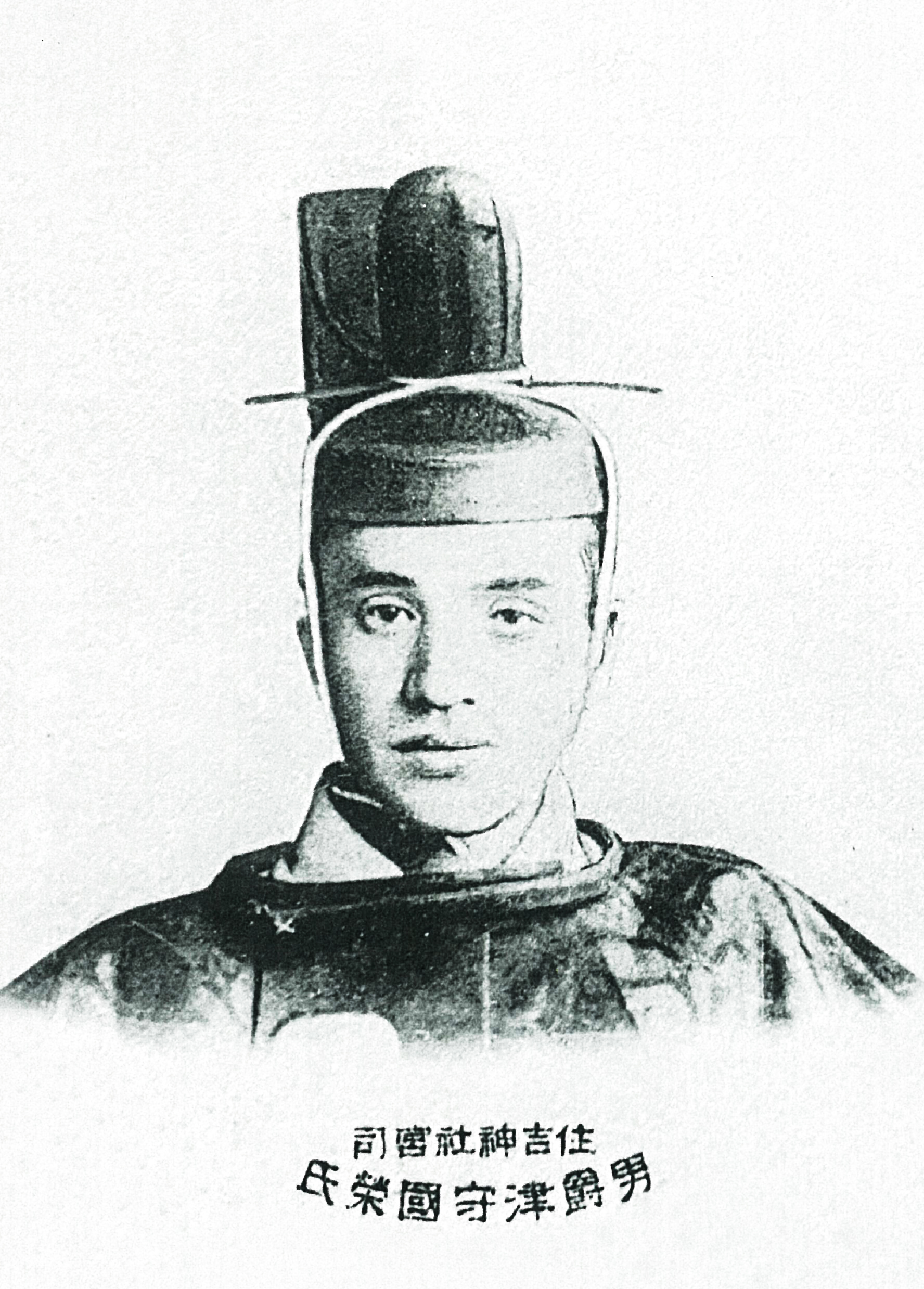
津守國榮

津守 國榮（国栄、つもり くになが、1882年（明治15年）8月9日 - 1940年（昭和15年）4月5日）は、明治から大正期の男爵、神官。第75代住吉神社宮司。大日本国粋会大阪本部会長。旧名・秀長。

## 経歴
伯爵・清閑寺盛房の五男として生まれる。伯爵・清閑寺経房の弟。
住吉神社神職の男爵・津守国美の養子となる。養父の死去に伴い、1901年6月12日に家督を相続し、翌日、男爵を襲爵。1903年2月3日、第75代住吉神社宮司となる。1920年（大正9年）12月15日、大日本国粋会大阪本部会長に就任。1926年9月16日、住吉神社宮司を隠居。

## 親族
養父の津守国美は住吉神社宮司74代、河内枚岡神社宮司、大鳥大社宮司のほか、歌学者でもあった。国美の娘・津守好子は明治時代の女官。
妻の静子は侯爵久我通久の五女。娘の三輪は膳所藩筆頭家老の戸田資慶に嫁した。侯爵久我常通の二男通秀を養子とする。